# 루비즈네 전투
루비즈네 전투는 러시아의 우크라이나 침공의 우크라이나 동부 전역에서 벌어진 전투다. 이 도시는 5월 12일 러시아의 통제 하에 들어갔다.

## 배경
3월 2일, 세베로도네츠크 근처 거의 모든 마을에서 전투가 보고되었다. 나흘 후, 루한스크주 주지사 세르히 하이다이는 리시찬스크, 세베로도네츠크, 루비즈네 외곽에서 전투가 벌어지고 있다고 밝혔다.

## 전투

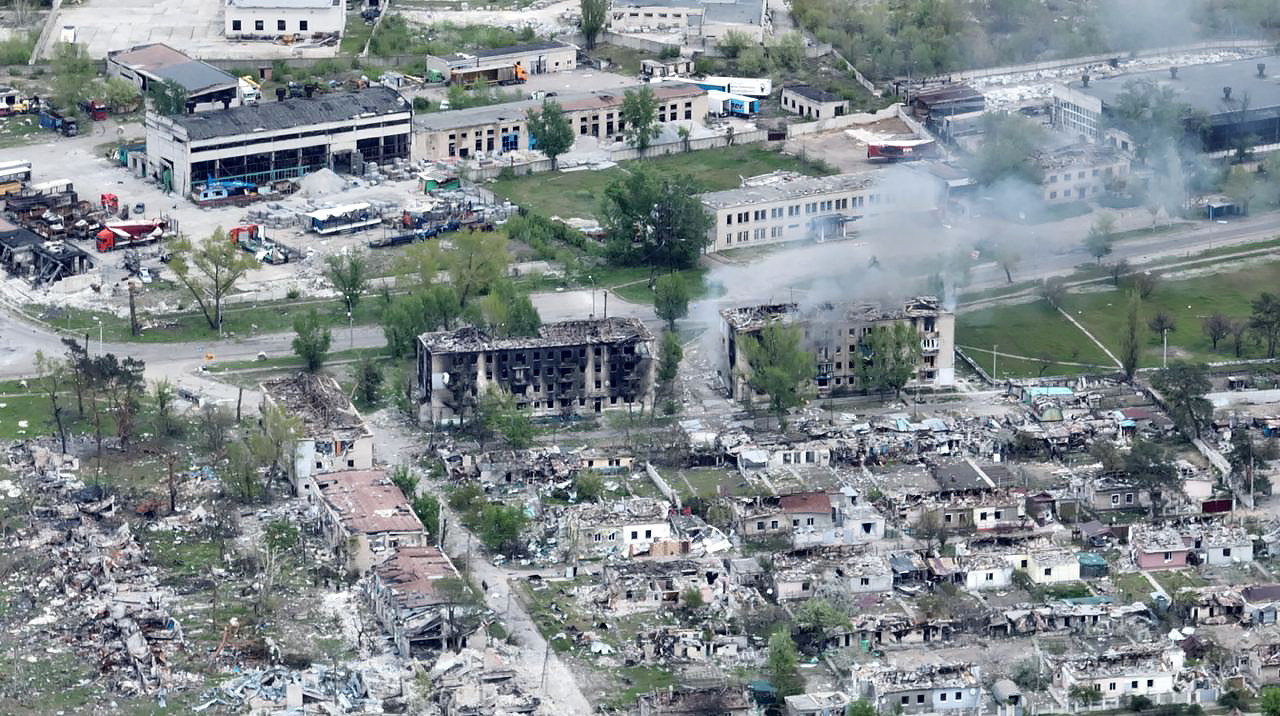
전투 후 루비즈네의 폐허가 된 건물들

### 3월
3월 17일, 러시아군이 루비즈네로 진격했다. 정오까지 그들은 서부와 북서부 외곽을 점령하고 도시의 남부를 공격하고 있었다. 분리주의 군대는 시청 건물 위에 루간스크 인민공화국 깃발을 게양했다. 다음 날에도 전투는 계속되었다. 3월 19일에서 20일 사이에 러시아군과 LPR군은 루비즈네 북쪽에 있는 바르바리우카 마을을 점령했다.
3월 22일, LPR의 수장 레오니트 파세치니크는 루한스크 지역 영토의 "거의 80%가 점령"되었지만, 루비즈네는 아직 "해방"되지 않았으며, LPR 인민군의 부대가 여전히 도시를 통제하기 위해 싸우고 있다고 주장했다. 이틀 후, 루한스크주 우크라이나 정부 관리들은 러시아군이 루비즈네에서 진격을 했다고 밝혔다.

### 4월
4월 6일까지 러시아군은 루비즈네 시의 60%를 점령한 것으로 보고되었고, 포탄과 로켓이 "정기적이고 지속적인 간격으로" 도시에 떨어지고 있었다. 4월 11일과 12일, 계속된 러시아군의 공격은 아무런 진전도 얻지 못했다.
4월 18일 아침, 러시아는 돈바스 공세를 재개했다. 러시아군과 LPR군은 4월 19일과 20일에 루비즈네에서 계속 진격했으며, 도시의 중심부를 점령했다. 이 기간 동안, 도시의 일부 지역은 노보드루제스크에서 우크라이나군의 포격을 받았다. 4월 26일 현재, 러시아군은 우크라이나군을 포위하기 위해 도시의 서쪽과 남쪽으로 천천히 진격하고 있었다.

### 5월
5월 2일, 하이다이는 미하일리우카 (세베로도네츠크 라이온) 마을이 러시아군의 포격을 받아 사제가 사망했다고 보고했다. 우크라이나군은 5월 4일 러시아군이 아직 루비즈네를 완전히 통제하지 못했다고 주장했다. 2022년 5월 12일에 러시아군이 루비즈네와 인근 마을 보에보디우카를 점령했다고 보도되었다.
BBC를 위해 글을 쓴 퀸틴 서머빌은 루비즈네 전투 중에 러시아군이 진격하기 전에 지상 저항을 "일소"하기 위해 하루에 최대 1,500발의 포탄을 발사했다고 주장했다.

## 사상자
도시에서의 전투로 인해 최소 13명의 민간인이 사망하고 14명이 부상당했다.

## 같이 보기
- 러시아의 우크라이나 침공의 무력 충돌 목록